# Emmanuel Bishay
Emmanuel Khaled Ayad Bishay (Kom Gharg, 5 de janeiro de 1972) é um clérigo egípcio e bispo católico copta de Luxor.
Khaled Ayad Bishay recebeu o Sacramento das Ordens Sagradas para a Eparquia de Sohag em 25 de setembro de 1995. Depois da ordenação foi para Roma para prosseguir os estudos, onde obteve a licenciatura em teologia moral pela Pontifícia Academia Alfonsiana e a licenciatura em Direito Canónico Oriental pelo Pontifício Instituto Oriental. Ele ensinou teologia moral no seminário em Maadi e foi capelão da Catedral de Sohag. Desde 2003 trabalhou para a Congregação para as Igrejas Orientais e trabalhou na pastoral da paróquia romana de San Francesco Saverio alla Garbatella.
Em 16 de abril de 2016, o Papa Francisco confirmou sua eleição como Bispo de Luxor pelo Sínodo da Igreja Católica Copta. O patriarca católico copta de Alexandria, Ibrahim Isaac Sidrak, consagrou-o bispo em 10 de junho do mesmo ano. Os co-consagradores foram Youhanna Golta, Bispo da Cúria no Patriarcado de Alexandria, Bispo de Assiut, Kyrillos Kamal William Samaan, Bispo de Gizé, Antonios Aziz Mina, Bispo de Minya, Kamal Fahim Awad Boutros Hanna, Bispo de Ismagliah, Makarios Tewfik, e o bispo de Sohag, Youssef Aboul-Kheir. 
Em 30 de setembro de 2022, o Papa Francisco também o nomeou Visitador Apostólico para os fiéis católicos coptas na Europa.